# Stagnazione e riforme dell'Impero ottomano

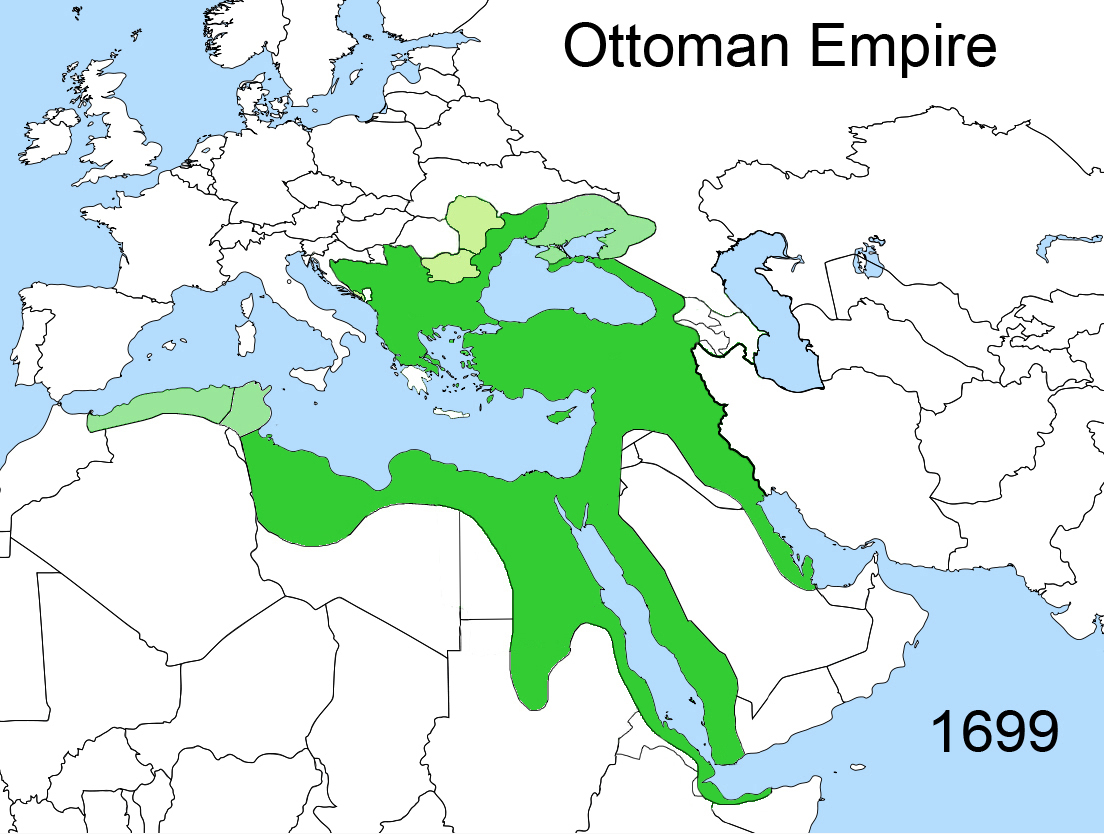
Impero ottomano nel 1699.

La storia dell'Impero ottomano nel XVIII secolo è stata classicamente descritta come un periodo di stagnazione e riforme.
Il periodo fu caratterizzato da un decentramento nel sistema politico ottomano. Le forme politiche ed economiche varate durante la precedente guerra austro-turca (1683-1699), in particolare la messa all'asta di appalti fiscali a vita istituita nel 1695, permisero alle figure provinciali di raggiungere un grado di influenza senza precedenti nella politica ottomana. Durante questo periodo, tale decentramento aveva portato a volte gli storici a credere che l'Impero ottomano fosse in declino, nel quadro della più ampia e tradizionale tesi del declino ottomano, ma è stato anche riconosciuto che gli ottomani erano riusciti a legare politicamente e finanziariamente le élite provinciali emergenti al governo centrale. Inoltre l'impero conobbe una significativa crescita economica durante gran parte del XVIII secolo e, almeno fino alla disastrosa guerra russo-turca (1768-1774), fu anche in grado di eguagliare i suoi rivali in forza militare. Alla luce di ciò, la storia dell'impero durante questo periodo è ora generalmente vista in termini più neutri, evitando concetti come "declino" e "stagnazione".
L'"antico regime" ottomano fu portato a termine non da un singolo evento drammatico, ma dal graduale processo di riforma iniziato dal sultano Selim III (r. 1789-1807), noto come Nizam-ı Cedid (Nuovo Ordine). Sebbene lo stesso Selim fu deposto, le sue riforme continuarono attraverso i suoi successori nel XIX secolo e trasformarono completamente la natura dell'Impero ottomano.

## Malikāne
Di cruciale importanza per questo periodo della storia ottomana fu l'istituzione del malikāne, o contratto di appalto delle tasse a vita. L'agricoltura fiscale era stata utilizzata come metodo per aumentare le entrate per tutto il XVII secolo, ma i contratti iniziarono a essere venduti solo a vita nel 1695, come parte delle riforme fiscali dell'impero durante la guerra. Secondo il contratto malikāne, le persone fisiche avrebbero potuto concorrere all'asta per il diritto di tassazione su una data fonte di reddito, il vincitore della quale avrebbe accettato di presentare ogni anno al governo l'importo promesso, oltre a fornire una somma forfettaria in anticipo pari da due a tre volte l'importo annuale. Questo sistema fornì al governo ottomano una fonte di entrate molto più stabile e godette di notevoli avanzi di bilancio per gran parte del XVIII secolo.
Tuttavia, l'impatto del malikāne si estese oltre il suo scopo economico e fiscale originale. Esso facilitò un nuovo stile di governo nell'impero ottomano, caratterizzato da una "decentralizzazione". I contratti del Malikāne furono suddivisi in azioni e negoziati privatamente su un mercato in continua espansione, approfittando della crescente economia dell'inizio del XVIII secolo dell'Impero Ottomano. Questi beni statali erano scambiati tra numerosi gruppi sociali, inclusi ma non limitati a funzionari militari e religiosi, signori rurali, notabili urbani e giannizzeri. Ciò fornì alle figure provinciali nuovi modi per interagire con lo stato ottomano. Mentre nei secoli precedenti una rigida divisione tra la classe militare-amministrativa degli askeri e la classe dei reaya civili era stata almeno teoricamente applicata, la vendita del malikāne consentì a quest'ultimo gruppo di prendere parte all'amministrazione del governo. I notabili provinciali godevano della legittimità che si guadagnavano legandosi formalmente allo stato ottomano, mentre lo stato ottomano beneficiava dei suoi rapporti più stretti con i notabili, che erano più efficacemente in grado di gestire le questioni del governo locale e della tassazione.
L'istituzione di malikāne continuò in gran parte indisturbata fino al 1793, quando Selim III iniziò a eliminarla gradualmente come parte dei suoi sforzi di riforma generale, noto come Nuovo Ordine (in turco ottomano Niẓām-ı Cedīd). Quando i contratti del malikāne scadevano, venivano trasferiti alla tesoreria del Nuovo Ordine e riacquistati a persone che lo stato riteneva affidabili. Questo tentativo di centralizzazione fu contrastato da personalità provinciali che avevano ormai un interesse acquisito nella continuazione del malikāne, e contribuirono al rovesciamento di Selim III nel 1807. I contratti del Malikāne continuarono così ad essere venduti e scambiati fino al 1840, quando furono definitivamente eliminati come parte del vasto sforzo di riforma dell'impero, noto come Tanzimat.

## Governo

### Amministrazione centrale
Nel corso del XVII secolo, la natura del governo dell'Impero Ottomano si era trasformata da un sistema patrimoniale in uno sostenuto più dalla burocrazia che dall'autorità personale del sultano. L'ultimo sforzo di un sultano militarmente attivo per controllare personalmente l'intero governo dell'impero fu annullato nella ribellione del 1703 nota come incidente di Edirne, in cui fu deposto Mustafa II. I principali uffici governativi non erano più posti all'interno del palazzo imperiale ed esercitavano una maggiore autorità indipendente. Nel 1790 la burocrazia centrale era cresciuta fino a contare circa 1 500 - 2 000 scribi, rappresentando un aumento significativo rispetto ai 183 che servivano nel 1593. I burocrati di alto rango riscontravano una maggiore mobilità sociale e molti di loro continuarono a stabilire carriere di successo come governatori provinciali e persino gran visir, incarichi che nei secoli precedenti erano tipicamente limitati a uomini di estrazione militare.

### Amministrazione provinciale
Il dominio ottomano nelle province si basava sul mantenimento della lealtà dei gruppi di interesse locali. L'autorità statale era rappresentata dal governatore provinciale (beylerbey) e dal giudice (kadı), quest'ultimo che svolgeva la maggior parte dell'amministrazione quotidiana della provincia. A rappresentare gli interessi locali c'erano figure conosciute come "notabili" (ayan). Gli Ayan provenivano da ambienti diversi; ciò che li distingueva era il loro radicato status locale. A differenza dei funzionari statali ottomani, generalmente non migravano da una posizione all'altra attraverso l'impero, ma stabilivano radici profonde all'interno di una piccola area geografica. Gli Ayan utilizzavano reti clientelari per esercitare un'influenza significativa all'interno della loro città o regione locale e la loro cooperazione era essenziale per il funzionamento dell'amministrazione provinciale ottomana. Durante il XVIII secolo, gli ayan furono legati allo stato attraverso la suddetta istituzione del malikāne . Acquistando malikāne, gli ayan furono in grado di consolidare il loro controllo sulla loro regione di influenza locale, ma furono anche legati allo stato in una relazione simbiotica. Proprio come il governo ottomano faceva affidamento su di loro per mantenere l'ordine nelle province, così anche essi arrivarono a fare affidamento sul governo ottomano per fornire loro legittimità e accesso continuo alle entrate malikane. Così, paradossalmente, il governo ottomano concesse alle figure provinciali un grado di autonomia maggiore, legandole anche più strettamente allo stato centrale in una relazione reciprocamente vantaggiosa. Il governo centrale e i detentori del potere provinciale rimasero così interdipendenti e questi ultimi non cercarono l'indipendenza dall'impero ottomano.
Durante il XVII secolo i governatori provinciali erano stati nominati per periodi di tempo non specificati, producendo tra loro un notevole grado di incertezza riguardo alla sicurezza degli uffici. Entro il XVIII secolo, tutti i governatori venivano nominati alla carica per un anno di permanenza, al termine del quale erano soggetti a revisione e potenziale riconferma. Il governo provinciale nell'impero ottomano faceva affidamento sulla continua cooperazione tra i governatori nominati centralmente e l'ayan locale. Quest'ultimo svolgeva un ruolo chiave nella riscossione delle tasse, in particolare durante la guerra, e si riuniva in consigli regolari con i governatori provinciali o i loro rappresentanti (mütesellim). Spesso i mütesellim venivano scelti tra gli ayan locali e alcune famiglie acquisivano l'ufficio su base ereditaria. Anche famiglie ayan particolarmente potenti, come gli al-Azms di Damasco, furono in grado di acquisire i governatorati.
In particolare, durante la seconda metà del Settecento, le funzioni del governo provinciale furono svolte nei consigli locali. Anche se variavano da regione a regione, le figure principali di tali consigli includevano il giudice locale (kadı), il comandante dei giannizzeri, il comandante della guarnigione della fortezza (dizdar) e i leader ayan locali. Le riunioni si svolgevano nella residenza del kadı o nell'ufficio del governatore provinciale.

## Esercito
Nel corso della prima metà del XVIII secolo l'esercito ottomano era in grado di eguagliare quello dei suoi rivali europei e tra loro non c'era un significativo divario tecnologico. Tuttavia, in seguito al trattato di Belgrado del 1739, gli ottomani rimasero in pace in Europa per quasi trent'anni, lasciandosi sfuggire i rapidi miglioramenti nella tecnologia e nell'organizzazione militare associati alla guerra dei sette anni (1756-63), in particolare lo sviluppo di forze reggimentali addestrate e disciplinate, le innovazioni nello schieramento tattico di cannoni di piccolo calibro e l'uso diffuso di baionette a ghiera per opporsi alla cavalleria. La pace estesa si tradusse anche in una mancanza di esperienza pratica tra i comandanti ottomani, in contrasto con i generali russi come Rumiantsev e Suvarov, le cui abilità furono affinate durante la Guerra dei sette anni. Così, quando finalmente scoppiò la guerra con la Russia nel 1768, gli ottomani subirono sconfitte devastanti, con la conseguente perdita della Crimea e la firma del trattato di Küçük Kaynarca nel 1774.

## Economia
L'economia ottomana conobbe una generale espansione e crescita durante i primi tre decenni del XVIII secolo. Il bilancio ottomano crebbe notevolmente, da 1 miliardo di akçe nel 1699 a 1,6 miliardi nel 1748. In contrasto con il secolo precedente, gli ottomani godettero di avanzi di bilancio durante la gran parte di quegli anni.
L'infrastruttura commerciale di Istanbul fu notevolmente rinnovata e ampliata durante il XVIII secolo, portando a miglioramenti che sostenevano il commercio internazionale in rapida crescita dell'impero. L'economia ottomana beneficiò in particolare dell'esportazione di tessuti pregiati, filati fatti a mano e articoli in pelle.

## Vita sociale e culturale

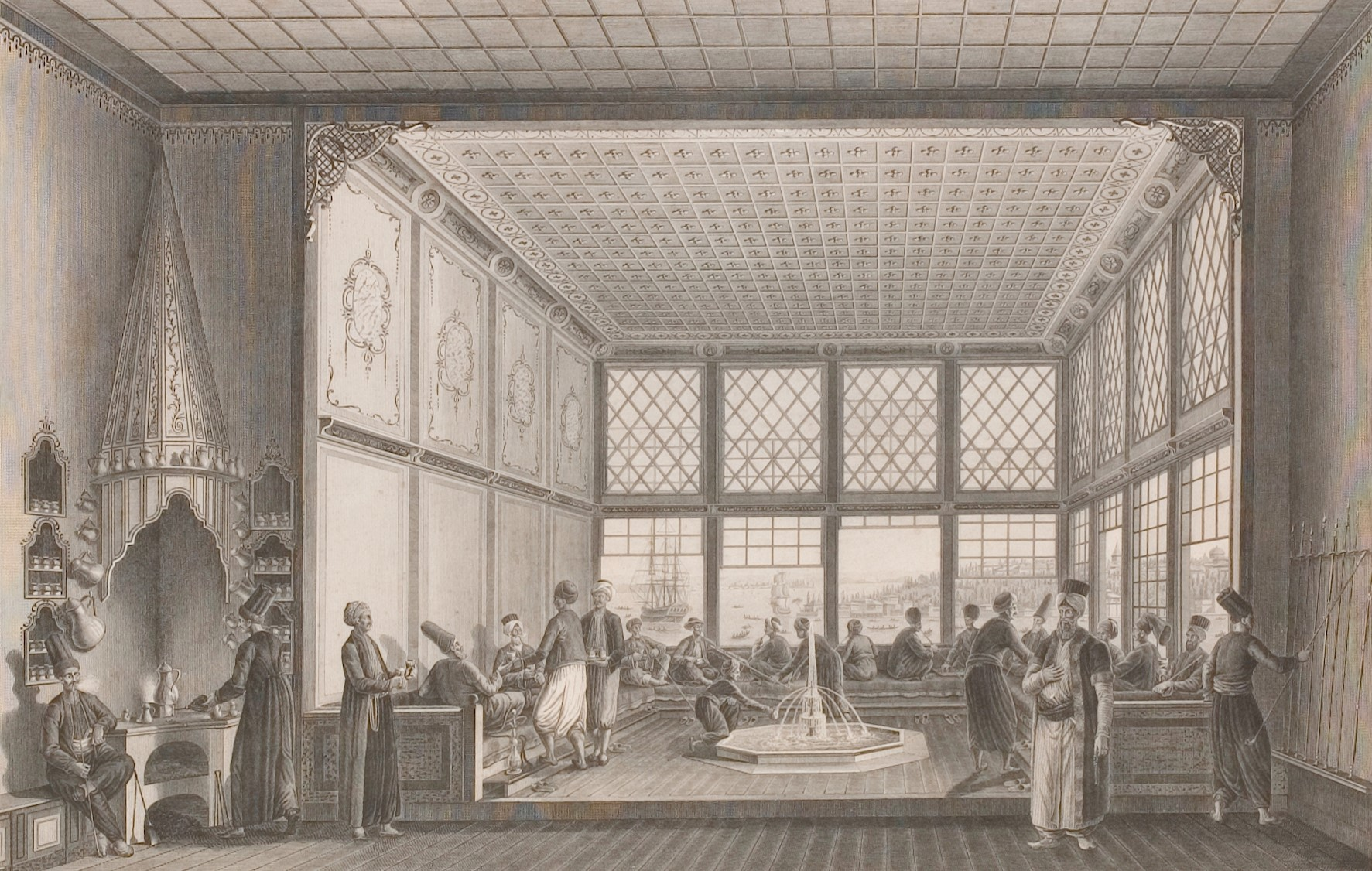
Una caffetteria nella Istanbul del XVII secolo.

Il XVIII secolo fu un periodo di crescente consumo e socialità tra l'élite ottomana. Decine di palazzi sorsero lungo le rive del Bosforo per i ricchi grandi ottomani, che usarono la loro ricchezza per finanziare la rapida espansione di Istanbul. Furono costruite fontane in tutta la città, fornendo acqua fresca a una popolazione urbana in crescita.
Nel 1721 il sultano Ahmed III ordinò la costruzione di un nuovo palazzo estivo vicino a Kağıthane a Istanbul, che sarebbe stato chiamato Saʾdabad ("Dimora della Felicità"). Mentre il Palazzo Topkapi accresceva il prestigio della dinastia ottomana attraverso l'isolamento, Saʾdabad doveva servire da palcoscenico per un sultanato molto più visibile e ostentato, simile al palazzo di Versailles in Francia.
Le caffetterie svolsero un ruolo importante nella vita pubblica, non solo fornendo articoli di consumo per la gente comune, ma anche come luoghi in cui le persone potevano riunirsi su basi relativamente eguali per discutere di affari pubblici. Mentre il XVII secolo aveva assistito a un certo grado di contraccolpo contro la diffusione dei caffè da parte dello stato, preoccupato per la loro influenza socialmente sovversiva, e dal movimento religioso ultra-conservatore dei Kadizadeli, durante il XVIII secolo non ci fu più uno sforzo per bandirli completamente. La cultura del caffè era diventata una caratteristica consolidata delle città e dei paesi dell'Impero Ottomano, e adesso lo stato si limitava a misure di sorveglianza nel tentativo di controllare i gruppi indisciplinati che potevano riunirsi in essi. Socialmente, diventarono più stratificati, con luoghi diversi che emergevano per quelli di diversi ranghi sociali.
Per le donne ottomane, il luogo più importante per la socialità pubblica era lo stabilimento balneare (hamam). Lady Mary Wortley Montagu, che visitò uno stabilimento balneare di Edirne nel 1718, affermò che esso svolgeva per le donne lo stesso ruolo che il caffè svolgeva per gli uomini. Un gran numero di donne poteva incontrarsi regolarmente, dove avrebbero avuto l'opportunità di discutere di affari pubblici. All'inizio del XVIII secolo l'approvvigionamento idrico di Istanbul fu notevolmente migliorato, consentendo al numero di stabilimenti balneari di moltiplicarsi in tutta la città. Gli stabilimenti balneari erano naturalmente separati per sesso, ma a volte si rivolgevano anche a particolari classi sociali.

## Vita intellettuale
La prima macchina da stampa in lingua turca fu fondata a Istanbul nel 1727 da Ibrahim Müteferrika, un ungherese convertito all'Islam. Sia la corte imperiale che le autorità religiose riconobbero il valore della stampa, e ne approvarono quindi l'uso. La stampa di Müteferrika fu utilizzata principalmente per diffondere le opere storiche, geografiche e linguistiche, ma soffrì a causa della bassa domanda di mercato per i libri stampati rispetto ai manoscritti più prestigiosi, chiudendo infine nel 1796-1797.

## Storia politica

### Guerra della Lega Santa
All'indomani della sconfitta ottomana della battaglia di Vienna che pose fine all'Era Köprülü, l'impero passò un periodo di confusione politica nel momento in cui i nemici europei dell'Impero ottomano si stavano radunando insieme. Nel 1684 gli Asburgo, la Polonia-Lituania, Venezia e il Papato forgiarono un'alleanza nota come Lega Santa per opporsi agli ottomani, lanciando un periodo di guerra che sarebbe durato sedici anni. L'impero ottomano fu attaccato simultaneamente in Ungheria, Podolia e nella regione del Mediterraneo, mentre dopo il 1686 i loro vassalli di Crimea, che in circostanze normali sostenevano l'esercito ottomano con decine di migliaia di cavalieri, erano continuamente distratti dalla necessità di respingere l'invasione russa.
L'approvvigionamento alimentare di Istanbul fu nuovamente minacciato dall'attività navale veneziana nell'Egeo, contribuendo all'instabilità nella capitale. In Ungheria, gli Asburgo riconquistarono per la prima volta Nové Zámky nel 1684, prima di trasferirsi a Buda. Nonostante avesse resistito a un assedio nel 1685, non riuscì a resistere a un successivo secondo attacco e capitolò agli Asburgo, portando gran parte del paese sotto il controllo degli Asburgo. Gli ottomani furono in grado di salvare Osijek dalla cattura, ma furono sconfitti nella seconda battaglia di Mohács nel 1687. Successivamente l'esercito si ammutinò e marciò su Istanbul, deponendo Mehmed IV a favore di suo fratello Solimano II. Nel caos gli Asburgo riuscirono a penetrare rapidamente nel territorio ottomano, impadronendosi di roccaforti come Eger e Belgrado, arrivando fino a Niš. Tuttavia, nel 1689 la situazione tornò a favore degli ottomani. Nel 1688 Luigi XIV di Francia aveva lanciato la Guerra dei nove anni, distogliendo l'attenzione degli Asburgo dal fronte ottomano. Fazıl Mustafa Pasha, figlio minore di Mehmet Köprülü, fu nominato Gran Visir e guidò l'esercito per recuperare con successo sia Niš che Belgrado. Quello che seguì fu un lungo periodo di stallo, con gli Asburgo che avevano perso la loro testa di ponte a sud del Danubio e gli Ottomani incapaci di ottenere alcun successo duraturo a nord di esso.

### 1695-1703 Mustafa II
Gli Asburgo si occuparono della conquista del Principato di Transilvania, uno stato vassallo ottomano, in cui gli ottomani furono costretti ad accettarne la perdita dopo la disastrosa sconfitta di un esercito guidato personalmente dal sultano Mustafa II nella battaglia di Zenta del 1697. Questa sconfitta spinse gli Ottomani a chiedere la pace ad opera del principe Eugenio di Savoia d'Austria. Nel 1699, l'Ungheria ottomana era stata conquistata dagli austriaci. Il trattato di Karlowitz fu firmato quell'anno. Con tale trattato, Mustafa II cedette l'Ungheria e la Transilvania all'Austria, la Morea alla Repubblica di Venezia e ritirò le forze ottomane dalla Podolia polacca. Anche durante questo regno, Pietro I di Russia (1682-1725) conquistò la fortezza di Azov sul Mar Nero dagli Ottomani (1697). Mustafa fu detronizzato durante la rivolta chiamata incidente di Edirne, preceduta da una campagna su vasta scala in Georgia.

### 1703-1730 Ahmed III

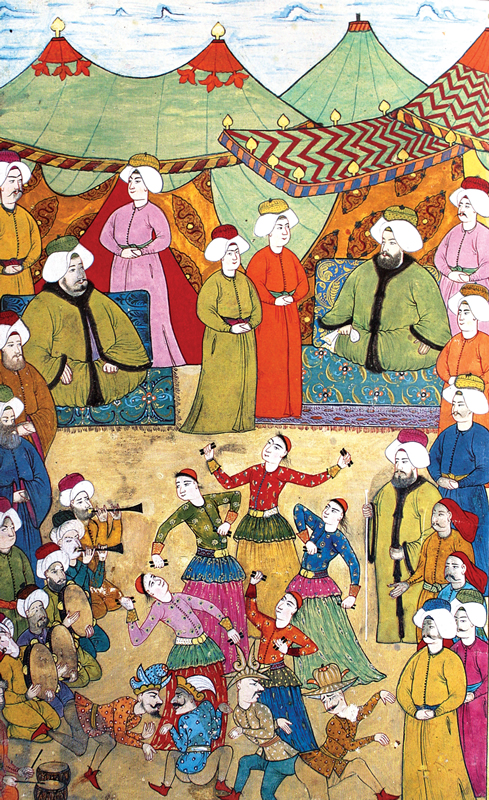
Raffigurazione dei festeggiamenti del 1720, che celebra la circoncisione dei figli di Ahmed III.

Nel 1710 Carlo XII di Svezia convinse il sultano Ahmed III a dichiarare guerra alla Russia, e le forze ottomane guidate da Baltacı Mehmed Pascià ottennero una grande vittoria nella battaglia di Prut. Nel successivo trattato, la Russia restituì Azov agli ottomani, accettò di demolire la fortezza di Taganrog e altre nella zona e di smettere di interferire con gli affari della Confederazione polacco lituana o dei cosacchi. Il malcontento per la clemenza di questi termini fu così forte a Istanbul che quasi portò a una ripresa della guerra.
Nel 1715 la Morea fu strappata ai Veneziani. Ciò portò alle ostilità con l'Austria, in cui l'Impero Ottomano ebbe un esito senza successo e Belgrado cadde nelle mani dell'Austria nel 1717. Attraverso la mediazione dell'Inghilterra e dei Paesi Bassi la pace di Passarowitz fu conclusa nel 1718, con la quale gli ottomani mantennero le loro conquiste dai veneziani, ma persero il Banato.
Durante il corso della guerra persiana gli Ottomani fecero successive conquiste con poca resistenza da parte degli eserciti persiani, sebbene spesso ostacolati dalla natura del paese e dallo spirito feroce delle tribù native. Dopo alcuni anni, tuttavia, la guerra divenne meno favorevole all'ambizione ottomana. Il celebre capo militare persiano Nadir Konli Khan (che in seguito riconquistò e conquistò gli stati per sé), ottenne la sua prima fama grazie alle imprese contro i nemici di Shah Tahmasp.
La maggior parte del regno di Ahmet fu un'era secondaria nota come periodo dei tulipani. Il periodo fu segnato da un alto gusto per l'architettura, la letteratura e il lusso, nonché dai primi esempi di produzioni industriali. Tuttavia i problemi sociali raggiunsero l'apice e dopo la rivolta della Patrona Halil, Ahmet fu detronizzato.

### 1730-1754 Mahmud I
Sebbene Mahmud sia stato portato al trono dalla guerra civile provocata dalla Patrona Halil, non promosse l'agenda anti-riforma di Halil. In effetti, gran parte del suo primo anno da sultano fu utilizzato per trattare con le forze reazionarie scatenate da Halil. Alla fine, il 24 novembre 1731, fu costretto a giustiziare Halil e i suoi principali seguaci, e dopo di che la ribellione cessò.

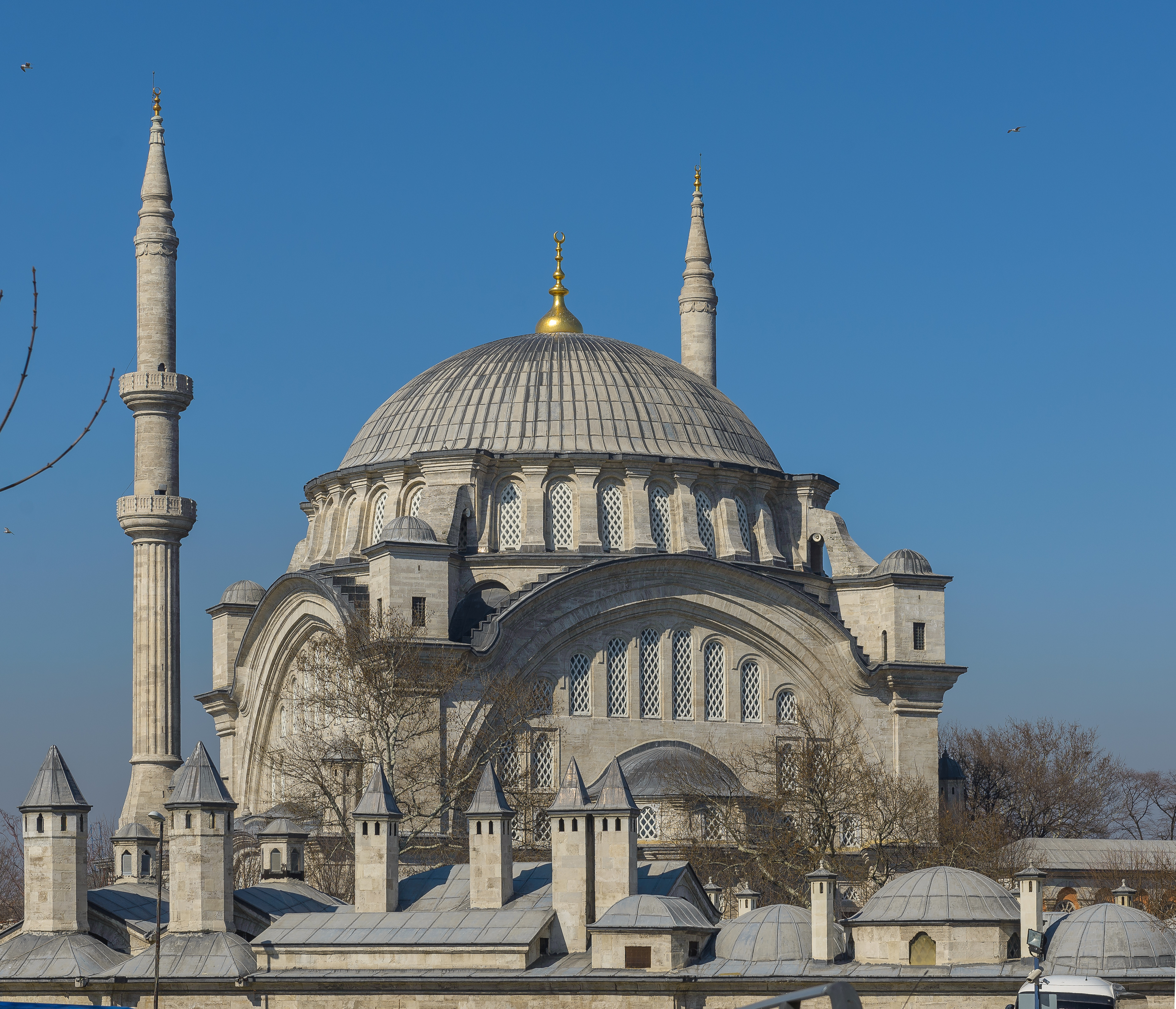
La Moschea Nuruosmaniye a Istanbul, costruita tra il 1749 e il 1755.

Un'altra guerra scoppiò tra gli ottomani e la Russia nel maggio 1736. Le forze russe catturarono Azov (1736) e Ochakov (1737), ma non riuscirono a prendere Bender e subirono enormi perdite per malattie e sfide logistiche dopo aver invaso senza successo la Crimea nel 1738. Nel 1737 l'Austria entrò in guerra dalla parte russa, ma subì disastrose sconfitte contro gli ottomani, in particolare nella battaglia di Grocka. Nel 1739 gli ottomani riconquistarono Belgrado, costringendo gli austriaci a fare la pace. Abbandonata dai loro alleati, anche la Russia chiese la pace, abbandonando tutte le loro conquiste tranne Azov.
Le guerre persiane videro le forze ottomane schierarsi contro il genio militare di Nadir Shah. Gli ottomani riuscirono a mantenere il controllo di Baghdad, ma l'Armenia, l'Azerbaigian e la Georgia rientrarono nella sfera d'influenza persiana.

### 1754-1757 Osman III
Durante il regno di Osman ci furono diversi grandi incendi a Istanbul, la capitale.

### 1757-1774 Mustafa III
Fin dalla ribellione di Patrona Halil che aveva rovesciato Ahmed III nel 1730, il governo era stato in gran parte dominato dai capi eunuchi neri dell'impero. I Gran visir prestarono servizio per periodi molto limitati. La situazione cambiò quando Mustafa III salì al trono nel 1757. Figlio di Ahmed III, Mustafa cercò di rilanciare la politica di suo padre di stretta collaborazione con i gran visir. A novembre nominò Koca Mehmed Ragıp Pascià (1757-1763), uno dei più capaci statisti del secolo.

### 1774-1789 Abdul Hamid I
Nel 1774, dopo una guerra catastrofica con la Russia, gli Ottomani furono costretti a firmare il Trattato di Küçük Kaynarca.